# Уагонър (окръг, Оклахома)
Окръг Уагонър (на английски: Wagoner County) е окръг в щата Оклахома, Съединени американски щати. Площта му е 0 km², а населението – 57 491 души (2000). Административен център е град Уагонър.